# Гури (Свентокшиське воєводство)
Гури (пол. Góry) — село в Польщі, у гміні Міхалув Піньчовського повіту Свентокшиського воєводства.
Населення — 358 осіб (2011).
У 1975-1998 роках село належало до Келецького воєводства.

## Демографія
Демографічна структура на день 31 березня 2011 року:
|          | Загалом | Допрацездатний вік | Працездатний вік | Постпрацездатний вік |
| -------- | ------- | ------------------ | ---------------- | -------------------- |
| Чоловіки | 172     | 23                 | 118              | 31                   |
| Жінки    | 186     | 25                 | 96               | 65                   |
| Разом    | 358     | 48                 | 214              | 96                   |